# فرانس فان روي
فرانس فـان روي هو عالم أحياء جزيئية بلجيكي، ولد في 1950.